# Liste d'alliances militaires

OTAN et Pacte de Varsovie (1949-1990).

Alliances militaires peu avant la Première Guerre mondiale. L'Allemagne et l'Empire ottoman se sont alliés après le déclenchement de la guerre.

Le présent article dresse une liste des alliances militaires. Une alliance militaire est un accord formel entre au moins deux États concernant leur sécurité nationale dans lequel les parties contractantes conviennent à l'avance de se protéger et de se soutenir mutuellement en cas de crise non identifiée. Les alliances militaires diffèrent des coalitions formées pour répondre à une situation déjà existante. De nombreuses formes d’alliances militaires et défensives existent entre États depuis le début de l’histoire de l’humanité, avec de diverses modalités. Il s'agit d'une liste des alliances les plus importantes, par ordre chronologiques.
| Légende | Légende                      |
| ------- | ---------------------------- |
|         | Alliances militaires actives |

## Avant 1 200 après l'Ère Commune
| Années                             | Nom                            | Membres                                                                    |
| ---------------------------------- | ------------------------------ | -------------------------------------------------------------------------- |
| environ 7e siècle – 338 avant l'ÈC | Ligue Latine                   | Une trentaine de villages et tribus de la région du Latium                 |
| environ 6e siècle – 338 avant l'ÈC | Ligue du Péloponnèse           | Diverses cités-États du Péloponnèse, dominées par Sparte                   |
| 493 avant l'ÈC                     | Fœdus Cassianum                | République romaine Ligue Latine                                            |
| 478-404 avant l'ÈC                 | Ligue de Délos                 | Voir les membres de la Ligue de Délos                                      |
| 215 avant l'ÈC                     | Traité macédonien-carthaginois | Macédoine Carthage                                                         |
| 433-554                            | Alliance Silla-Baekje          | Silla · Baekje                                                             |
| 1123                               | Pactum Warmundi                | Royaume de Jérusalem République de Venise                                  |
| 1167-1250                          | Ligue Lombarde                 | De nombreuses villes de la Lombardie médiévale et l'Italie du Nord moderne |

## 1200-1699
| Années    | Nom                            | Membres                                                                                          |
| --------- | ------------------------------ | ------------------------------------------------------------------------------------------------ |
| 1266–1320 | Alliance byzantino-mongole     | Empire byzantin Horde d'or                                                                       |
| 1295      | Auld Alliance,                 | Royaume de France Royaume d'Écosse                                                               |
| 1367–1385 | Confédération de Cologne       | Villes de la Hanse                                                                               |
| 1373      | Traité anglo-portugais de 1373 | Royaume d'Angleterre Royaume de Portugal                                                         |
| 1386      | Traité de Windsor              | Royaume d'Angleterre Royaume de Portugal                                                         |
| 1489      | Traité de Dordrecht            | Saint-Empire romain germanique Royaume d'Angleterre                                              |
| 1499      | Traité de Blois                | Royaume de France République de Venise                                                           |
| 1508–1510 | Ligue de Cambrai               | Aragon · Saint-Empire romain germanique · Royaume de France · États pontificaux                  |
| 1511–1513 | Sainte Ligue                   | Aragon · Saint-Empire romain germanique · Royaume d'Angleterre · États pontificaux               |
| 1524–1525 | Alliance franco-polonaise      | Royaume de Pologne Royaume de France                                                             |
| 1528      | Alliance franco-hongroise      | Royaume de France Royaume de Hongrie                                                             |
| 1531–1547 | Ligue de Schmalkaldic          | Divers États protestants du Saint-Empire romain germanique                                       |
| 1536–1798 | Franco-Ottoman alliance        | Royaume de France Empire ottoman                                                                 |
| 1571–1573 | Sainte-Ligue                   | États pontificaux République de Venise Monarchie espagnole entre autres                          |
| 1596–1604 | Triple Alliance (1596)         | Provinces-Unies Royaume d'Angleterre Royaume de France                                           |
| 1608–1621 | Union protestante              | Divers États protestants du Saint-Empire romain germanique                                       |
| 1609–1635 | Ligue catholique               | Divers États protestants du Saint-Empire romain germanique                                       |
| 1631–1639 | Traité de Fontainebleau        | Électorat de Bavière Royaume de France                                                           |
| 1635      | Traité de Compiègne            | Royaume de France Suède                                                                          |
| 1654      | Alliance anglo-suédoise        | Commonwealth d'Angleterre Suède                                                                  |
| 1654–1764 | Traité de Pereiaslav           | Tsarat de Russie · Hetmanat cosaque                                                              |
| 1656      | Traité de Marienburg           | Brandebourg-Prusse · Suède                                                                       |
| 1668–1672 | Triple-Alliance de la Haye     | Provinces-Unies Royaume d'Angleterre Suède                                                       |
| 1684–1699 | Sainte-Ligue                   | Saint-Empire romain germanique République des Deux Nations République de Venise Tsarat de Russie |
| 1689–1713 | Ligue d'Augsburg               | Provinces-Unies Saint-Empire romain germanique Royaume d'Angleterre                              |
| 1699      | Traité de Preobrazhenskoye     | Danemark-Norvège Électorat de Saxe République des Deux Nations Tsarat de Russie                  |

## 1700-1899
| Années    | Nom                                                                   | Membres                                                                        |
| --------- | --------------------------------------------------------------------- | ------------------------------------------------------------------------------ |
| 1716–1731 | Alliance franco-anglaise                                              | Royaume de France Royaume de Grande-Bretagne                                   |
| 1717–1718 | Triple-Alliance (1717)                                                | Provinces-Unies Royaume de France Royaume de Grande-Bretagne                   |
| 1731–1756 | Alliance anglo-autrichienne                                           | Royaume de Grande-Bretagne Saint-Empire romain germanique                      |
| 1747–1748 | Convention de Saint Petersburg                                        | Royaume de Grande-Bretagne Tsarat de Russie Provinces-Unies                    |
| 1756–1762 | Traité de Westminster (1756)                                          | Royaume de Grande-Bretagne Royaume de Prusse                                   |
| 1756–1792 | Alliance franco-autrichienne                                          | Royaume de France Saint-Empire romain germanique                               |
| 1764–1788 | Alliance russo-prussienne                                             | Tsarat de Russie Royaume de Prusse                                             |
| 1773–1810 | Traité de Tsarskoye Selo                                              | Tsarat de Russie Danemark-Norvège                                              |
| 1778–1800 | Traité d'alliance                                                     | États-Unis Royaume de France                                                   |
| 1779–1783 | Traité d'Aranjuez                                                     | Royaume de France Royaume d'Espagne                                            |
| 1781–1790 | Alliance austro-russe                                                 | Tsarat de Russie Saint-Empire romain germanique                                |
| 1786      | Traité d'amitié américano-marocain                                    | Maroc États-Unis                                                               |
| 1788–1791 | Alliance anglo-prussienne (1788)                                      | Royaume de Grande-Bretagne Royaume de Prusse                                   |
| 1788–1791 | Triple-Alliance (1788)                                                | Royaume de Grande-Bretagne Royaume de Prusse Provinces-Unies                   |
| 1790–1792 | Traité d'alliance et d'amitié entre la Pologne-Lituanie et la Prusse  | Royaume de Prusse République des Deux Nations                                  |
| 1795      | Traité de paix et d'amitié entre les États-Unis et la régence d'Alger | États-Unis Régence d'Alger                                                     |
| 1807      | Alliance russo-serbe                                                  | Empire russe · Serbie révolutionnaire                                          |
| 1815–1818 | Quadruple Alliance                                                    | Royaume-Uni Empire d'Autriche Royaume de Prusse Empire russe                   |
| 1815–1825 | Sainte-Alliance                                                       | Empire d'Autriche Royaume de Prusse Empire russe                               |
| 1865–1872 | Triple Alliance de 1865                                               | Brésil Uruguay Argentine                                                       |
| 1866–1868 | Première alliance balkanique                                          | Royaume de Grèce (1867) Principauté du Monténégro (1866) Principauté de Serbie |
| 1867–1868 | Alliance gréco-serbe de 1867                                          | Royaume de Grèce Principauté de Serbie                                         |
| 1873      | Traité d'alliance défensive (Bolivie–Perou)                           | Bolivie Pérou                                                                  |
| 1873–1887 | Entente des trois empereurs                                           | Empire russe Empire d'Autriche Empire allemand                                 |
| 1879–1918 | Duplice                                                               | Empire d'Autriche Empire allemand                                              |
| 1881–1908 | Alliance austro-serbe                                                 | Empire d'Autriche Principauté de Serbie                                        |
| 1882–1914 | Triplice                                                              | Empire allemand Empire d'Autriche Italie                                       |
| 1892      | Traité de Nice                                                        | République française Italie                                                    |
| 1892–1917 | Alliance franco-russe                                                 | République française Empire russe                                              |

## Voir également
- Liste de traités de droit international
- Pacte de défense

## Remarques
1. ↑  Voir également Alliance Anglo-portugaise
2. ↑  L'alliance russo-autrichienne se termine en 1853
3. ↑  Voir également Accords de Lancaster House
4. ↑  A pris fin dans les faits en 1943 avec l'armistice de Cassibile
5. ↑  (pour deux jours seulement)
6. ↑  Voir également Traité de Bruxelles
7. ↑  Voir également Traité de l'Atlantique Nord
8. ↑  Voir également Alliance américano-japonaise
9. ↑  L'alliance, contenue dans les stipulations du Traité de Manille de 1954, demeure en vigueur entre la Thaïlande et les États-Unis à ce jour, bien que les structures de l'organisation aient disparues en 1977.
10. ↑  Voir également Politique de sécurité et de défense commune
11. ↑  Voir également Commandement central des forces navales des États-Unis
12. ↑  Voir également Déclaration de Choucha
13. ↑   L'autorité de fait se disant « République populaire de Louhansk » n'est pas reconnue par les Nations Unies et la communauté internationale, à l'exception de la seule Fédération de Russie
14. ↑   L'autorité de fait se disant « République populaire de Donetsk » n'est pas reconnue par les Nations Unies et la communauté internationale, à l'exception de la seule Fédération de Russie